# Peiraguda
Peiraguda, prononcé Pèyragudo, est un groupe de folk français, originaire du Périgord. Il est formé en 1978 par Jean Bonnefon, Patrick Salinié et Jean-Louis Garrigue.

## Biographie
Le groupe est formé en 1977. Les Peiraguda se démarquent à l'époque par le fait de ne pas mettre en avant seulement des textes militants occitans mais également des chansons dites de variété. Ils se font remarquer alors pour leur richesse poétique et la qualité de leurs arrangements harmoniques autour des guitares et des voix, privilégiant les timbres naturels aux compositions électriques, plus en vogue à l'époque. Séparés en 1988 (notamment pour monter le projet parallèle Bigaròc avec Joan-Pau Verdier, un autre chansonnier limousin), ils se reforment en 2003 et jouent toujours depuis. En 2004, le groupe sort un album intitulé Lo temps de la memoria (Ed Novelum).
En 2010, CD de deux morceaux Un pais que canta et Sem e Serem. En 2018, Peiraguda fête ses 40 ans au Centre Culturel de Sarlat avec Francis Cabrel, Joan de Nadau et les Pagalhos. La même année, ils sortent le DVD Lo concert dels 40 ans.
En 2021, le groupe, qui se compose de Jean Bonnefon, Patrick Salinié, Jacques Gandon , Laurent Chopin et Patrick Descamps, publie son septième album, Caminarem, qui rend hommage à Claude Marti, et qui contient une chanson avec Francis Cabrel,,. À la fin de cette même année, le groupe joue à trois événements en Dordogne. De son côté, Jean Bonnefon sort son livre Antologia qui représente 44 ans de souvenirs.

## Style musical
Le groupe chante exclusivement en occitan et choisit une orientation musicale résolument folk (deux guitares, deux chants, une basse) pour la large majorité de ses chansons.

## Membres
- Jean Bonnefon — guitare, chant, composition
- Patrick Salinié — guitare, chant, composition
- Jacques Gandon — guitares, chœurs
- Laurent Chopin — batterie
- Patrick Descamps — basse, accordéon

## Discographie
- 1978 : Lo leberon (Ventadorn)
- 1980 : Raiç (Ventadorn)
- 1982 : La dama pijonièra (Ventadorn)
- 1986 : De mai en mai (Peiraguda/Benoit Hutin)
- 1995 : Compilacion
- 2004 : Lo temps de la memoria
- 2010 : Un pais que canta (CD de deux morceaux, Ed Lo Bornat)
- 2018 : Lo concert dels 40 ans (DVD)
- 2021 : Caminarem